# Lahcen Abrami
Lahcen Abrami (arab. لحسن أبرامي; ur. 31 grudnia 1969 w Casablance) – były marokański piłkarz grający na pozycji obrońcy.
Grał w Wydad Casablanca, Gençlerbirliği SK, Al-Wakra SC i Ittihad Tanger.
Z reprezentacją Maroka wystąpił na Mistrzostwach Świata w Piłce Nożnej w 1998 roku i Letnich Igrzyskach Olimpijskich w 1992 roku.